# Siren (Gattung)
Siren ist eine Gattung der Schwanzlurche aus der Familie der Sirenidae. Die Gattung besteht aus fünf lebenden Arten sowie einer ausgestorbenen Art aus dem Eozän und drei aus dem Miozän. Die Erstbeschreibung der Typusart Siren lacertina beinhaltet eine Zeichnung des Tieres. Daneben befindet sich das Bild einer Sirene. In einem Briefwechsel schrieb Linné: “Nun vergnüge ich mich mit einem Tier, das wie eine Sirene aussieht und aus Amerika gekommen ist. Es hat nur zwei Vorderfüße mit Armen und Händen, keine Hinterfüße...„.

## Merkmale
Alle heute noch lebenden Arten haben längliche, aalartige Körper und seitlich abgeflachte, von Flossen gesäumte Schwänze. Die äußere Kiemen sind kammartig, die Augen lidlos. Außerdem fehlen ihnen der Beckengürtel und die zugehörigen Hinterbeine, so dass nur zwei kleine Vorderbeine vorhanden sind. Von der Gattung Pseudobranchus unterscheidet sich die Gattung Siren durch die Anzahl der Zehen an den Vorderbeinen (vier, drei bei Pseudobranchus) und durch die Anzahl der Kiemenspalten (drei, eine bei Pseudobranchus). Körperfärbung und -musterung können bei Individuen innerhalb einer Art und aus derselben Region variieren.

## Verbreitung
Das Verbreitungsgebiet umfasst den südöstlichen Teil der Vereinigten Staaten von der Umgebung Washington, D.C. nach Süden entlang der Küstenebene durch South Carolina bis nach Florida und nach Westen bis Texas. Nach Norden ist die Gattung bis Illinois und Indiana verbreitet. Dazu kommt in Mexiko das nördliche Tamaulipas und der nördliche und zentrale Teil von Veracruz.

## Lebensraum und Lebensweise
Siren bewohnen sowohl stehende als auch fließende Gewässer. Trocknen diese Gewässer aus, so können sich die Arten im Schlamm oder in bestehenden Krebshöhlen eingraben, einen Kokon aus getrocknetem Schleim bilden und mit reduziertem Stoffwechsel die Trockenheit überstehen. Allerdings gibt es nur wenige Untersuchungen dieser Sommerruhe vor Ort.
Während Pseudobranchus Arten nur gelegentlich und versehentlich Pflanzen oder Teile davon fressen, scheinen Siren Arten so angepasst zu sein, dass sie tierische als auch pflanzliche Nahrung nutzen können und damit möglicherweise Allesfresser sind. Wahrscheinlich bevorzugen sie aber, wenn vorhanden, tierische Nahrung. In freier Natur ernähren sie sich hauptsächlich von Pflanzen und Phytoplankton sowie von aquatischen Wirbellosen. Selten wird auch nach Wasserwirbeltieren oder deren Eier oder nach Aas gesucht.

## Systematik
Die Gattung Siren wurde 1766 erstbeschrieben. Als Autor wird gelegentlich Abraham Österdam genannt. Carl von Linné wurde von der International Commission on Zoological Nomenclature 1926 mit Opinion 92 und 1956 mit Direction 57 formell die Autorenschaft zugesprochen.
Die Unterart Siren intermedia nettingi erhielt 2023 von Fedler et al. Artstatus, die Unterart Siren intermedia texana wurde der neuen Art zugerechnet.
Rezente Arten:
- Siren intermedia Barnes, 1826 – Kleiner Armmolch
- Siren lacertina Linné, 1766 – Großer Armmolch
- Siren nettingi Goin, 1942
- Siren reticulata Graham, Kline, Steen & Kelehear, 2018
- Siren sphagnicola Fedler, 2023

Ausgestorbene Arten:
- † Siren dunni Goin & Auffenberg, 1957
- † Siren hesterna Herre, 1955
- † Siren miotexana Holman, 1977
- † Siren simpsoni Herre, 1955

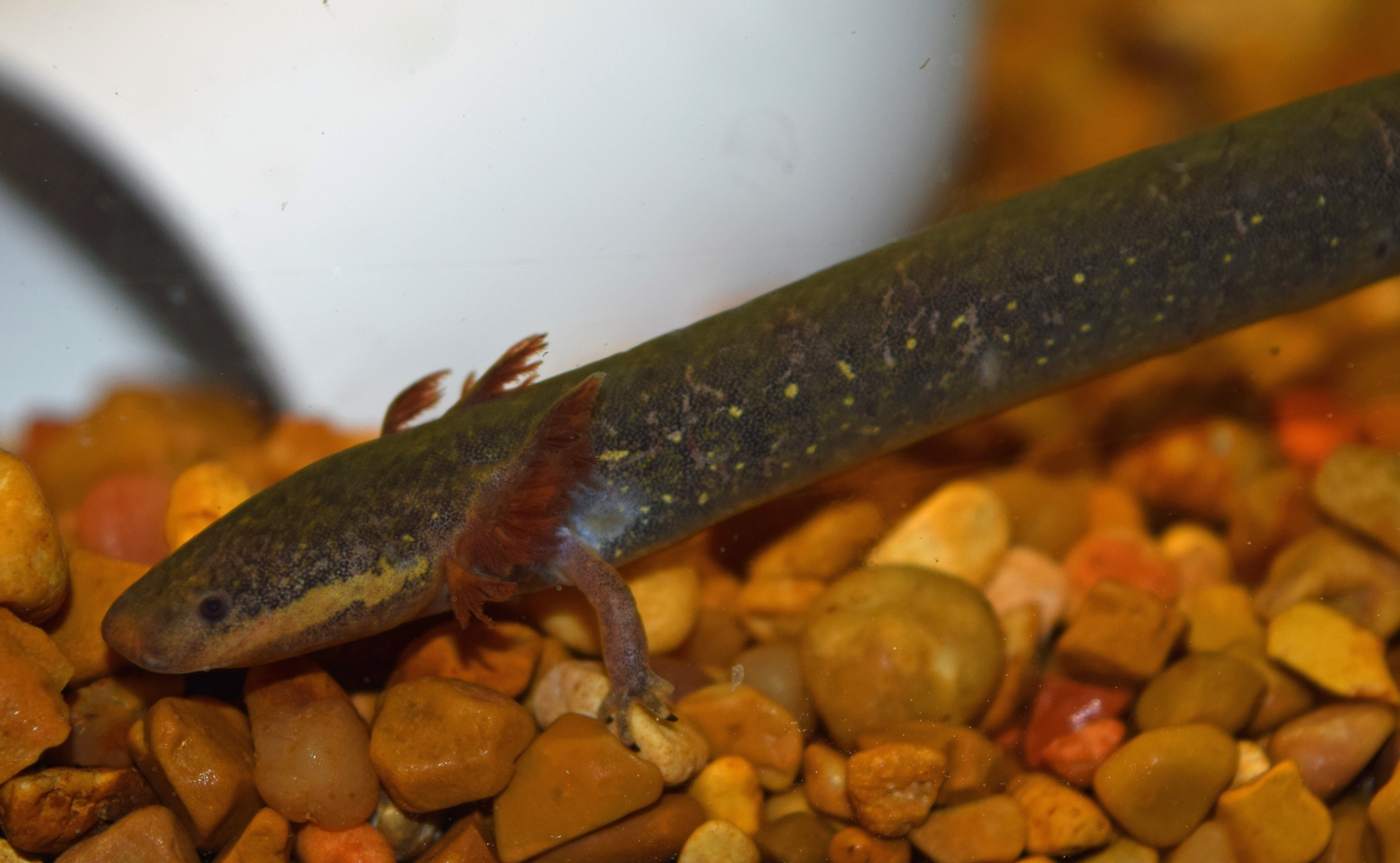
Siren intermedia nettingi, Westlicher Kleiner Armmolch
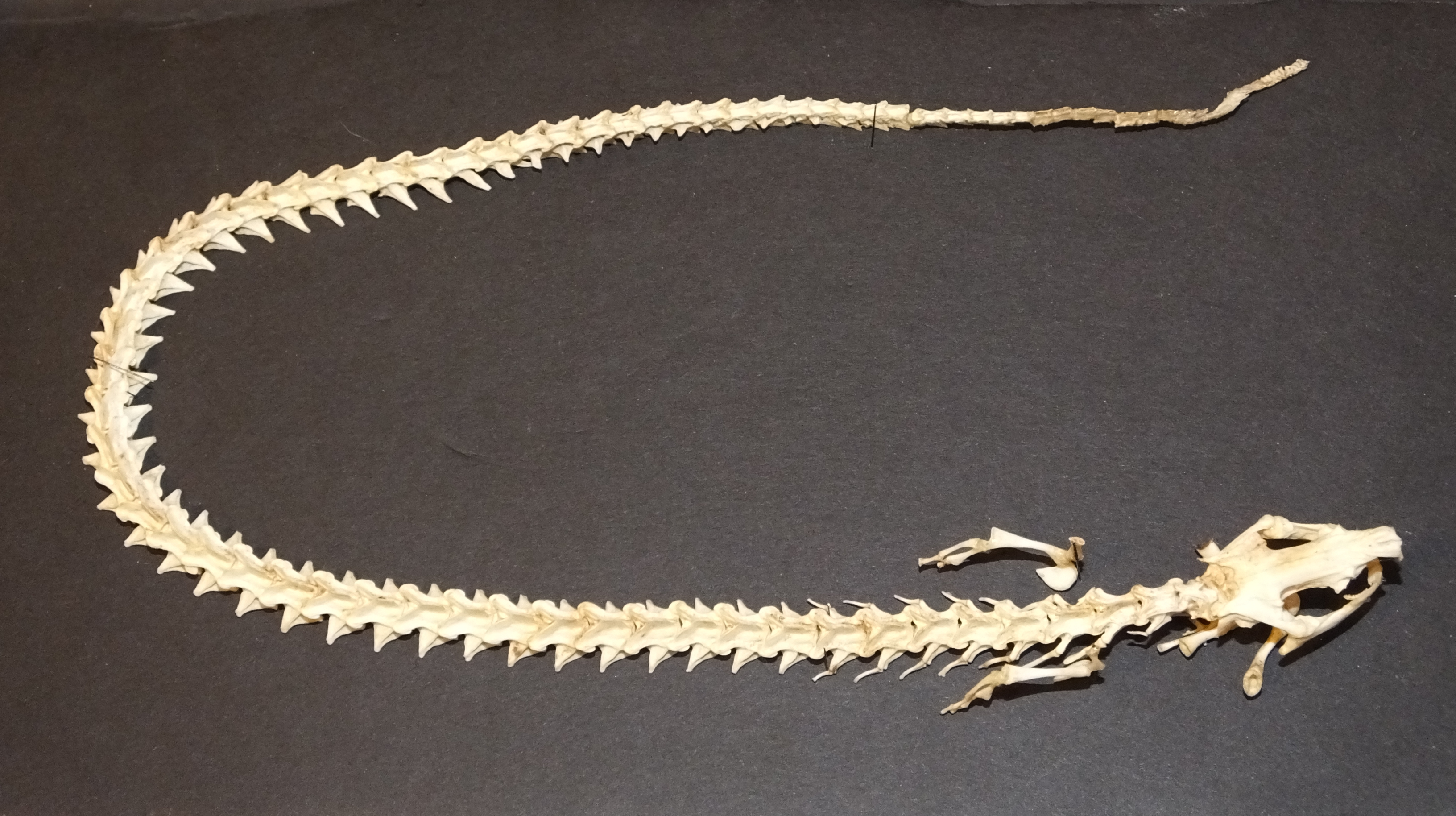
Siren lacertina, Großer Armmolch, Skelett